# 伸慶宮
24°10′27″N 120°30′39″E / 24.174167°N 120.510938°E
伸慶宮，又名張玉姑廟，是位於臺灣彰化縣伸港鄉溪底村的姑娘廟，1950年代末到1960年代初香火盛行一時，在大肚溪對岸的臺中市龍井區有分靈廟龍西張氏玉姑廟。

## 歷史

### 傳說
廟的主祀者張金花為1938年出生於今臺中市西屯區水崛頭，家住水崛頭車站約兩百公尺遠的永安里永安巷。傳說1953年6月1日，她與柯姓女子一起赴溪中取蝦籠時，忽遇大水而一同失蹤。約六天後，柯姓女子遺體在大肚溪出現，日後成為了某名在場目睹屍體的果農的冥妻，據說還幫助陽間的丈夫水果豐收、變成富翁。
半個月後，一名無名少女遺體被農夫葬在大肚溪南岸的伸港鄉溪底村保安林、林投樹旁。後來，當地瓜農劉全說夢見一名自稱「張玉姑」的女子，以為她蓋祠祭拜作交換條件，治療了他妻子多年的腳氣病、助他賣掉三隻豬籌錢。在汴頭村村長柯罐等人的贊助下，1956年12月29日建廟，名為「張玉姑廟」。廟址在保安林原野地一號之一地段。半年後，廟方又請雕刻師趙烏牛雕刻神像。

### 熱潮

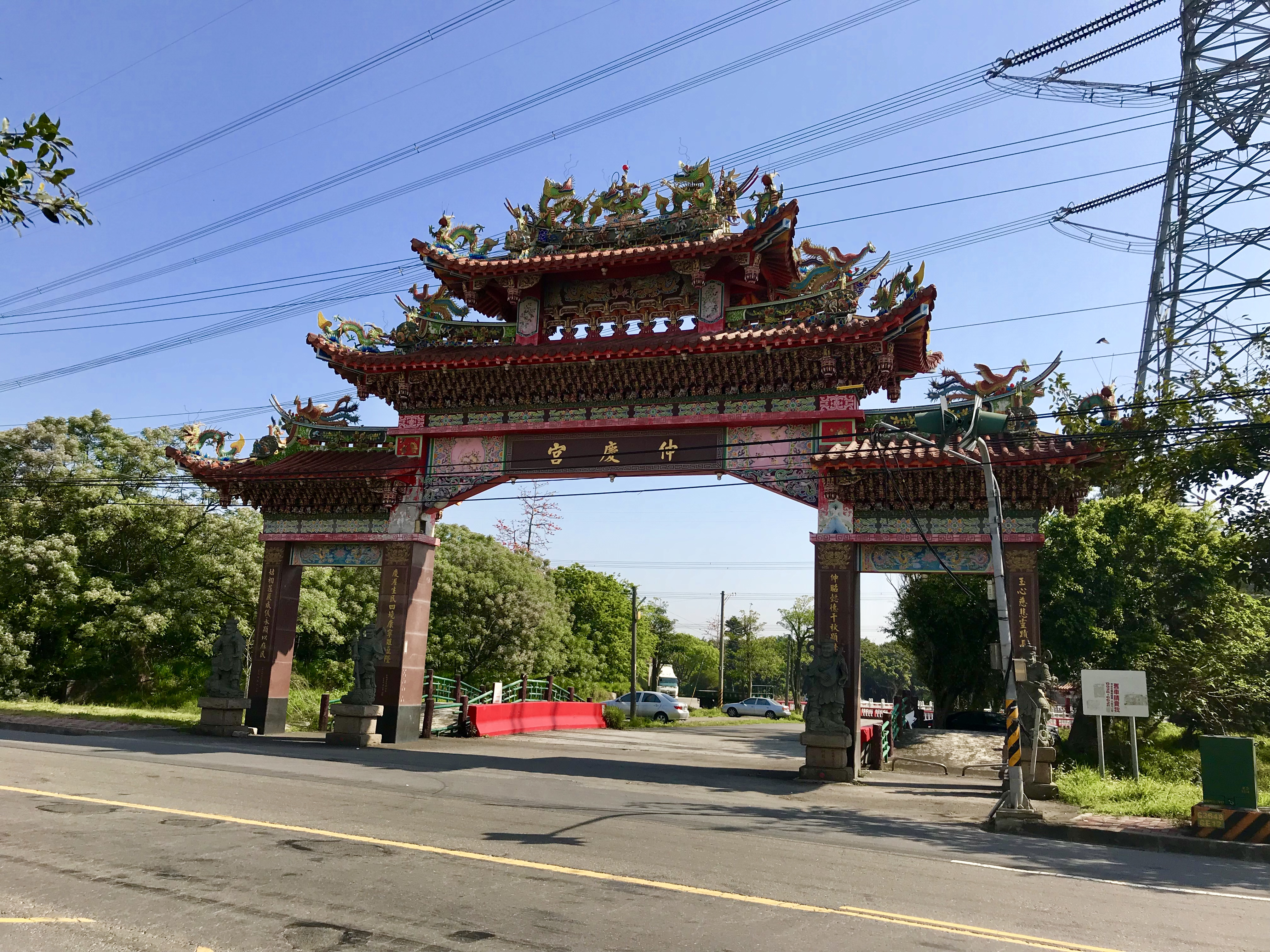
牌樓

1959年初，張金花兄長張連池說夢見妹妹自新港鄉來訪，就連同水崛頭里長等三十多人前往該廟一探究竟，以問卜方式認定廟中的受祀者就是他妹妹，也預定廟方在該年張金花忌日6月2日、農曆四月二十六日會去水崛頭探望。
張金花由鬼成神的神話傳到臺灣各地，信徒甚至從基隆、臺北、高雄、澎湖遠道而來，幾天內就累積十多面金牌。有信徒會向張玉姑求藥，在獲得聖杯後，廟方就隨便摘取雜草，讓病患回家服用。一名從烏日來的女信徒認定張玉姑立即治好了七歲的女兒，便請樂隊前來酬神，並打造一面金牌贈送。後警方化驗發現廟方的雜草是柿果頭、馬鞍藤、林投根，在中藥屬於去熱解涼的藥效，服下並無大礙。
香客中也有數名風水師，判定廟地介於名喚「雙龍弄月」、「鴛鴦調水」之處，所以威靈百出、將來必有賢人出頭。有一名從靈隱寺來的老僧，獨自走入廟內，嘴念《心經》約半分鐘，即口稱「福地」，隨即離去，讓眾人感到莫名其妙。
擺渡者作起運送臺中縣烏日鄉的香客生意，以每人新台幣一元的費用，有四座竹筏，平均日賺近千元。在1959年5月26日，發起成立張玉姑廟管理委員會的溪底村村長柯子通，宣告張玉姑託夢要求築廟路，於是次日發動村民自溪底村公車站到張玉姑廟間，建了一條長約一公里的道路，使大小車子可直通廟前。彰化客運每日十五分鐘駕駛由水宅自溪底、以及一小時的中寮線公車，班班客滿，又加開班次。台糖小火車還主動把運送甘蔗的火車，延長行駛路線約三公里到當地載客，且班次是採取人滿就開。1959年5月29日當天，香客就超過三千人，連五十組的筊杯都不夠用。參拜者多出自好奇，亦有天主教徒前往觀看。鹿港鎮攝影家許蒼澤曾來此廟攝影祭拜場景。
同年6月2日早上10點40分，廟方從溪底村保安林出發前往水崛頭，從大肚溪搭竹筏到臺中，經由龍井鄉、沙鹿鎮、東海大學，沿路受到信徒祭拜。廟方約下午1點抵達張金花生前的家，接受眾人祭拜，至4日下午2點返回廟宇。水崛頭人潮踴躍，公車來往兩百多次，小包車從車站排了一百多公尺。估計前往朝聖者約數以萬計，台中第四分局因此派出警員維持秩序。
據警方報告，自5月20日到6月21日一個月中，張玉姑廟可查的進香收入已達十九萬五千餘元。廟旁新蓋了多間攤販，有些以每一張一元的價錢出售廟景與張玉姑神像照片。小時候住在溪底村的陳義芝就見過同學有彩色的張玉姑神像卡片。劉全也從瓜農改作廟祝，作起販賣香紙。廟方計畫成立管理委員會，說要協助鄉公所興建海濱公園、學校等事業。

### 車禍

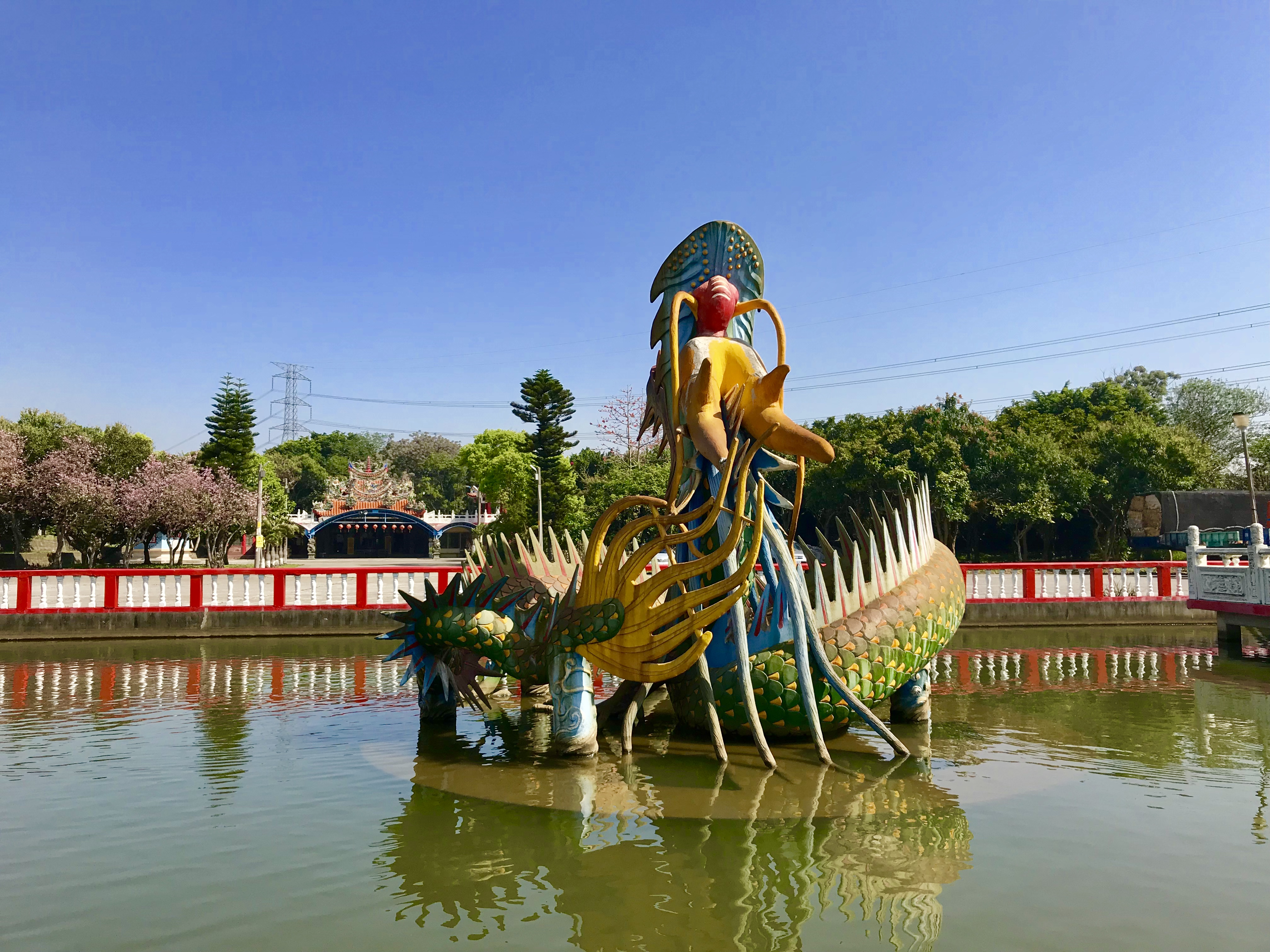
水池

1959年7月1日早上9點，由葉明爐駕駛的竹山鎮三泰貨運行卡車，在載運張玉姑廟香客返回時，於鹿谷鄉清水村與瑞田村交界山間的南仔坑橋，因卡車中軸突然折斷、山雨路滑，導致車身後退翻落橋下，造成死亡十八人、重傷廿人、輕傷三人、無傷一人。次日，台灣省政府民政廳得知後，首次派該廳第一科楊式宇股長，來前往張玉姑廟作實地勘查，逐一報告廳長，請作適當之處理。3日，車禍的鹿谷鄉劉姓女子重傷不治，死亡達二十人之多。該日，省府派社會處第五科長康國瑞、民政廳第一科股長楊式宇前往南仔坑調查翻車案，會同縣政府處理。此車禍引起何凡批判迷信。傷亡者多數家庭景況都不好，為想轉好，因此把省下的錢合起包車至張玉姑廟去祈福，將野草、照片都當作神仙珍品，花十餘元購回去。後，臺中法院以過失殺人罪宣判葉明爐處一年六個月。
自翻車案發生後，各有關機關交換意見，根據和美警分局原擬訂的取締方案加以增刪，決定切實執行，如在該廟宇及溪底村車站、湖內里提防進口補設置崗位以嚴格辦理流動人口登記；取締超載超速車輛；禁制販賣張玉姑靈感歌、青草藥、香灰、符咒；對臨時各種攤販，一律稽征臨時營業稅；設法防範退役士兵為爭取生意與民眾發生衝突；至於收取香添香油錢是否合法，會請層峰核示。
同月3日，南投縣政府正式下令取締張玉姑信仰的活動，限制縣民集體包車前往。7日，劉全登報呼籲民眾不要購買在各地販售的張玉姑照片等物品，指責商人斂財。彰化縣議員對張玉姑廟此看法不一，洪堅山認為不該大事宣傳，而以經營紡織聞名的蕭柏舟視為信仰自由、查禁大可不必，兩人大打對台鼓。之後臺灣省教育廳也禁止張玉姑的戲碼上演，如一家名為「春光劇團」的歌仔戲團就被吊銷登記證，連帶上演該劇的彰化民生戲院亦予停業三天的處分。省府令中部地方政府將《張玉姑靈感歌》、《張玉姑回家身親歌》、《張玉姑靈感勸世歌》、《人心不知足歌》等張玉姑的歌本列為禁書。

### 沖毀

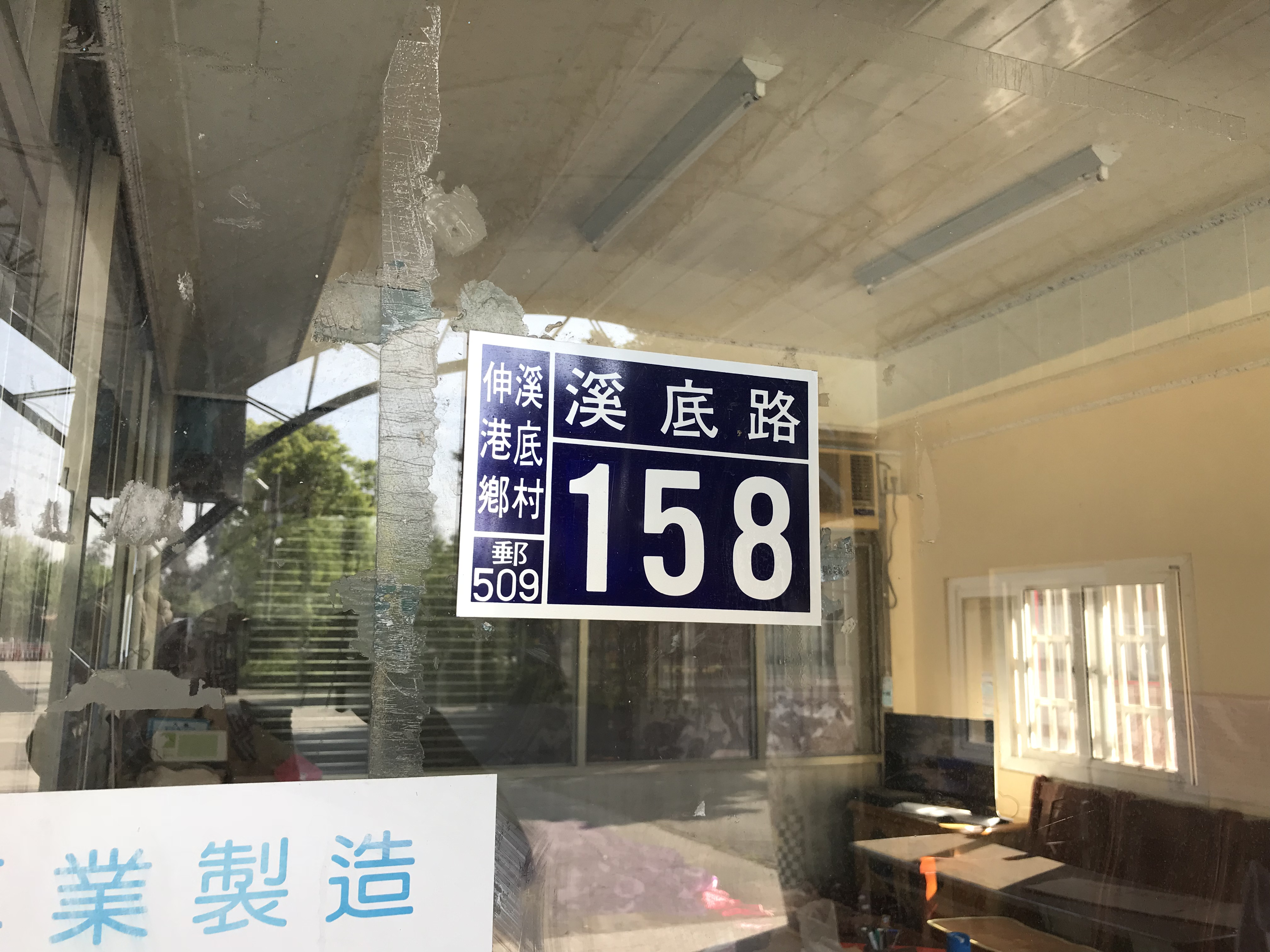
門牌

1959年八七水災，張玉姑廟因位大肚溪寶潭堤防附近，首當其衝，廟址全遭沖毀。廟內金牌沖走、其中一尊張玉姑神像也流失。台中警備司令部以張玉姑鬼話惑眾、過去曾經造成許多不幸事件、擾亂社會秩序、為改善民俗、維護社會治安為由，將不再准許其新建廟宇。劉全申請的寺廟登記亦遭省府批駁。

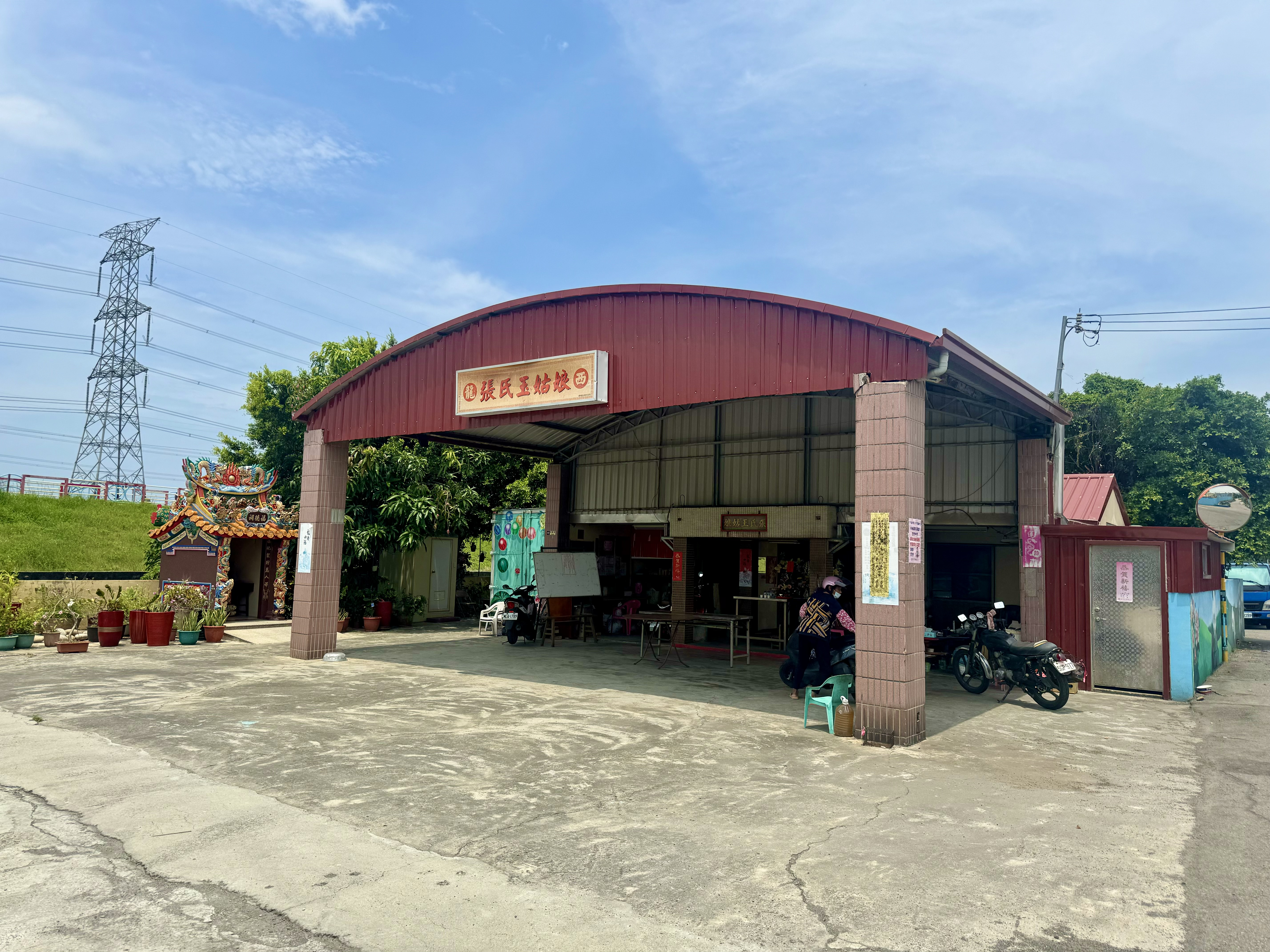
龍井龍西張氏玉姑廟

同年10月中旬，龍井鄉傳出張玉姑顯靈，當地人彫像奉拜、演戲酬神，連廟也有了災後重建計劃。中臺灣出現了每座一元的張玉姑神像，宣傳說配戴可怯病驅邪，引起民眾搶購。
彰化縣外聯記者聯誼會將張玉姑廟列為1959年彰化縣五大新聞之一。
次年6月10日，臺中地院以侵占罪為由，判處廟方主委劉全、出納柯子通、會計柯金鐘、內務陳筆捷各六個月徒刑，說他們以迷信斂財。地方想改以軒轅廟的名義重建，但十五萬元的香油錢被柯子通私人名義存放伸港鄉農會，不肯繳出，引起劉全等百餘村民向彰化縣議會陳情。1962年7月10日，縣府回絕重建計畫。

### 重建

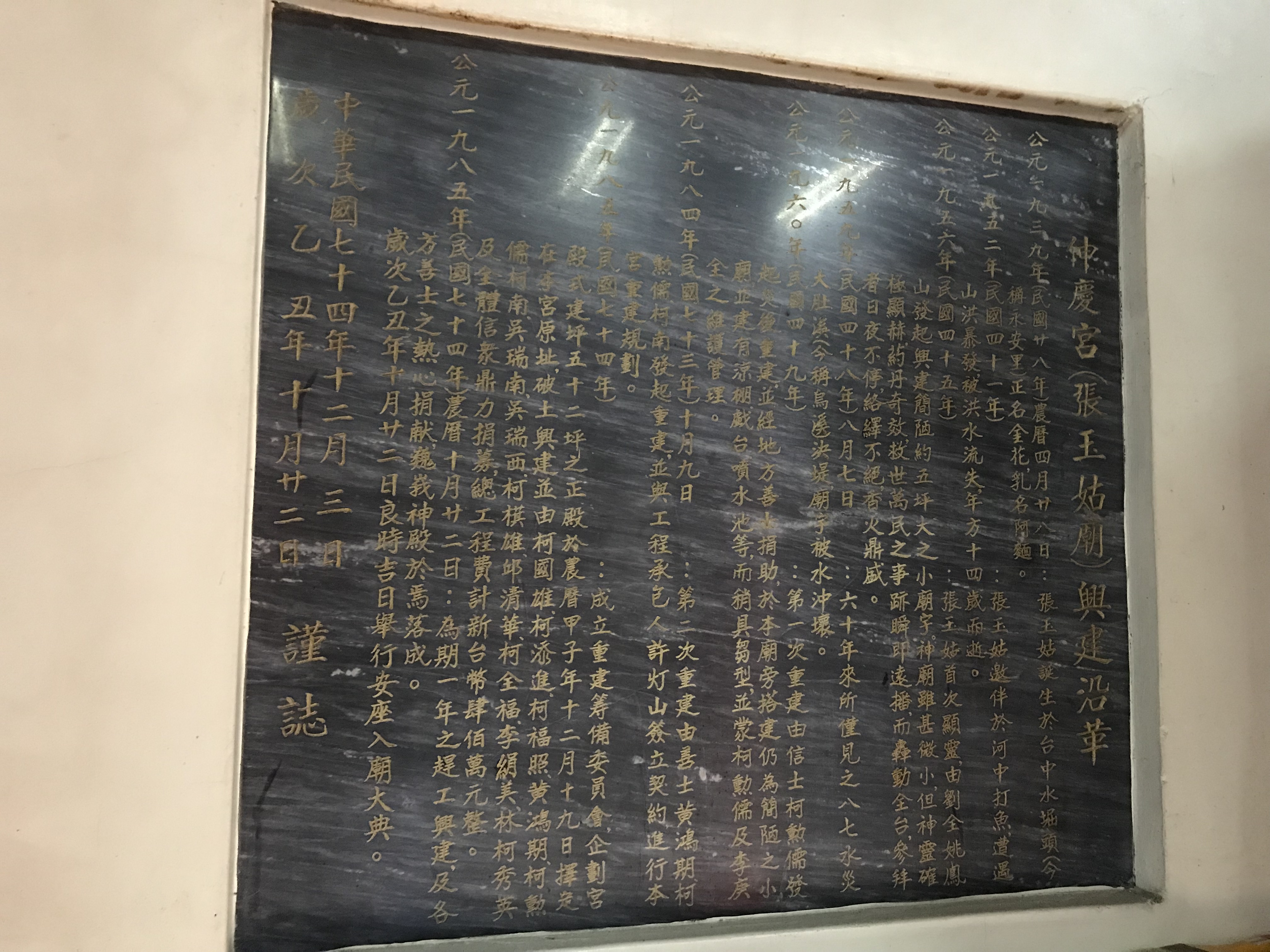
沿革寫1985年重建完成。

現廟宇約三甲廟埕土地。位在全興工業區防風林後側，廟前廣場並有龍造型的水池，廟內旁祀黃帝及七夫人媽。大家樂流行時，因當地風沙大，也有人前往看沙盤浮字以觀明牌，一度蔚為風潮。
以農曆四月二十八為祭祀。彰濱工業區開發案順利復工時，時任經濟部長的蕭萬長曾在1990年10月31日下午來此廟祭拜，隨後轉往線西鄉的溫安宮、福安宮以及鹿港天后宮等廟祭祀，以祈求事事大吉大利。